# マーカス・ウォルデン
マーカス・ウォルター・ウォルデン（Marcus Walter Walden, 1988年9月13日 - ）は、アメリカ合衆国カリフォルニア州フレズノ郡フレズノ出身のプロ野球選手（投手）。右投右打。MLBのシアトル・マリナーズ傘下所属。

## 経歴

### プロ入りとブルージェイズ傘下時代
2007年のMLBドラフト9巡目（全体295位）でトロント・ブルージェイズから指名され、プロ入り。契約後、傘下のルーキー級ガルフ・コーストリーグ・ブルージェイズでプロデビュー。12試合（先発10試合）に登板して2勝4敗、防御率3.05、32奪三振を記録した。
2008年はA-級オーバーン・ダブルデイズでプレーし、14試合（先発11試合）に登板して2勝3敗、防御率4.80、51奪三振を記録した。
2009年はA+級ダニーデン・ブルージェイズでプレーし、4試合に先発登板して2勝1敗、防御率8.64、8奪三振を記録した。シーズン途中にはトミー・ジョン手術を受けた。
2010年は前年の手術の影響もあり、全休した。
2011年はA級ランシング・ラグナッツでプレーし、28試合（先発13試合）に登板して6勝6敗、防御率3.24、54奪三振を記録した。
2012年はA級ランシングとA+級ダニーデンでプレーし、2球団合計で27試合（先発26試合）に登板して14勝4敗、防御率2.97、82奪三振を記録した。
2013年はAA級ニューハンプシャー・フィッシャーキャッツでプレーし、26試合に先発登板して6勝14敗、防御率3.71、88奪三振を記録した。
2014年は開幕をAAA級バッファロー・バイソンズで迎え、4月5日にメジャー契約を結んでアクティブ・ロースター入りした。しかし、登板することなく、4月9日にDFAとなった。

### アスレチックス傘下時代
2014年4月16日にウェイバー公示を経てオークランド・アスレチックスへ移籍し、傘下のAAA級サクラメント・リバーキャッツへ配属された。6月16日には40人枠外となってマイナー契約となり、AA級ミッドランド・ロックハウンズへ降格した。この年は移籍前を含めたマイナー3球団合計で35試合（先発11試合）に登板して3勝5敗2セーブ、防御率5.35、61奪三振を記録した。オフの11月8日にFAとなった。

### レッズ傘下時代
2014年11月30日にシンシナティ・レッズとマイナー契約を結んだ。
2015年の開幕は傘下のAA級ペンサコーラ・ブルーワフーズで迎えたが、1試合に登板しただけで4月21日に自由契約となった。

### 独立リーグ時代
2015年途中、レッズ傘下を自由契約となった後は独立リーグであるアトランティックリーグのランカスター・バーンストーマーズと契約した。同球団では48試合（先発3試合）に登板して2勝4敗18セーブ、防御率2.95、49奪三振を記録した。

### ツインズ傘下時代
2016年1月5日にミネソタ・ツインズとマイナー契約を結んだ。この年は傘下のAA級チャタヌーガ・ルックアウツとAAA級ロチェスター・レッドウイングスでプレーし、2球団合計で42試合に登板して1勝1敗6セーブ、防御率2.40、40奪三振を記録した。オフの11月7日にFAとなった。

### レッドソックス時代
2016年12月14日にボストン・レッドソックスとマイナー契約を結び、2017年のスプリングトレーニングに招待選手として参加することになった。
2017年は傘下のAAA級ポータケット・レッドソックスでプレーし、29試合（先発15試合）に登板して10勝6敗、防御率3.92、86奪三振を記録した。
2018年はスプリングトレーニングではマイナーだったが、開幕日の3月29日にメジャー契約を結んでアクティブ・ロースター入りした。4月1日のタンパベイ・レイズ戦でメジャーデビュー。この年は8試合に登板して1セーブ、防御率3.68、14奪三振を記録した。
2019年はリリーフ陣の一角としてメジャーに定着し、70試合に登板して9勝2敗2セーブ、防御率3.81、76奪三振を記録した。
2020年は15試合に登板したが、前年と変わって結果を残せず、0勝2敗1セーブ、防御率9.45に終わった。
2021年2月24日マーウィン・ゴンザレスの加入に伴ってDFAとなり、3月1日にマイナー契約でAAA級ウースター・レッドソックスへ配属された。8月7日に自由契約となった。

### カブス傘下時代
2021年8月19日にシカゴ・カブスとマイナー契約を結んだ。オフの11月7日にFAとなった。

### 独立リーグ時代
2022年4月20日にアトランティックリーグのガストニア・ハニーハンターズと契約した。9試合に先発登板して3勝0敗、防御率2.86の成績を残した。

### ブルワーズ傘下時代
2022年6月22日にミルウォーキー・ブルワーズとマイナー契約を結んだ。オフの12月16日に自由契約となった。

### 独立リーグ時代
2023年4月28日に前年も所属したアトランティックリーグのガストニア・ハニーハンターズと契約した。4試合に先発登板して2勝1敗、防御率2.70の成績を残した。

### マリナーズ傘下時代
2023年5月22日にシアトル・マリナーズとマイナー契約を結んだ。

## 投球スタイル
スライダーを投げる割合が最も高く、他にカッター、フォーシーム、シンカーといった球種を交える。

## 詳細情報

### 年度別投手成績
| 年 度    | 球 団    | 登 板 | 先 発 | 完 投 | 完 封 | 無 四 球 | 勝 利 | 敗 戦 | セ 丨 ブ | ホ 丨 ル ド | 勝 率 | 打 者 | 投 球 回 | 被 安 打 | 被 本 塁 打 | 与 四 球 | 敬 遠 | 与 死 球 | 奪 三 振 | 暴 投 | ボ 丨 ク | 失 点 | 自 責 点 | 防 御 率 | W H I P |
| -------- | -------- | ----- | ----- | ----- | ----- | -------- | ----- | ----- | -------- | ----------- | ----- | ----- | -------- | -------- | ----------- | -------- | ----- | -------- | -------- | ----- | -------- | ----- | -------- | -------- | ------- |
| 2018     | BOS      | 8     | 0     | 0     | 0     | 0        | 0     | 0     | 1        | 1           | ----  | 59    | 14.2     | 14       | 0           | 3        | 0     | 1        | 14       | 2     | 0        | 7     | 6        | 3.68     | 1.16    |
| 2019     | BOS      | 70    | 0     | 0     | 0     | 0        | 9     | 2     | 2        | 8           | .818  | 327   | 78.0     | 61       | 6           | 32       | 1     | 5        | 76       | 6     | 1        | 38    | 33       | 3.81     | 1.19    |
| 2020     | BOS      | 15    | 0     | 0     | 0     | 0        | 0     | 2     | 1        | 2           | .000  | 71    | 13.1     | 23       | 5           | 9        | 0     | 0        | 10       | 1     | 0        | 18    | 14       | 9.45     | 2.40    |
| MLB：3年 | MLB：3年 | 93    | 0     | 0     | 0     | 0        | 9     | 4     | 4        | 11          | .692  | 457   | 106.0    | 98       | 11          | 44       | 1     | 6        | 100      | 9     | 1        | 63    | 53       | 4.50     | 1.34    |

- 2020年度シーズン終了時

### 背番号
- 64（2018年 - 2020年）